# Giro della Provincia di Reggio Calabria 1969
Il Giro della Provincia di Reggio Calabria 1969, trentesima edizione della corsa, si svolse il 22 giugno 1969 su un percorso di 252 km; la corsa fu valida anche come campionato nazionale italiano in linea (cinquantanovesima edizione). La vittoria fu appannaggio di Vittorio Adorni, che completò il percorso in 6h37'50", precedendo Vito Taccone e Italo Zilioli. 

## Ordine d'arrivo (Top 10)
| Pos. | Corridore            | Squadra   | Tempo    |
| ---- | -------------------- | --------- | -------- |
| 1    | Vittorio Adorni      | Scic      | 6h37'50" |
| 2    | Vito Taccone         | Germanvox | s.t.     |
| 3    | Italo Zilioli        | Filotex   | a 3'20"  |
| 4    | Michele Dancelli     | Molteni   | s.t.     |
| 5    | Felice Gimondi       | Salvarani | s.t.     |
| 6    | Emilio Casalini      | Scic      | s.t.     |
| 7    | Guido De Rosso       | Faema     | s.t.     |
| 8    | Francesco Desaymonet | Faema     | s.t.     |
| 9    | Franco Bitossi       | Filotex   | s.t.     |
| 10   | Aldo Moser           | G.B.C.    | s.t.     |